# Andy De Smet
Andy De Smet est un coureur cycliste belge, né le 4 mars 1970 à Zottegem.

## Palmarès
- 1993
  - Flèche flamande
- 1995
  - Zellik-Galmaarden
  - 2e du Circuit Het Volk espoirs
- 1996
  - Stadsprijs Geraardsbergen
  - Grand Prix de Hannut
  - 3e du Grand Prix du 1er mai
- 1997
  - 2e du Grand Prix Beeckman-De Caluwé
  - 3e du Grand Prix Marcel Kint
- 1998
  - 1rea et 7e étapes du Herald Sun Tour
  - 3e du Grand Prix Marcel Kint
- 1999
  - Omloop van de Gouden Garnaal (nl)
- 2000
  - Tour de Drenthe
  - Ster ZLM Toer
  - 1re étape de l'OZ Wielerweekend
  - 2e du Tour de Hollande-Septentrionale
  - 2e de l'OZ Wielerweekend
  - 2e du Grand Prix Jef Scherens
  - 3e du Herald Sun Tour
- 2001
  - 4e étape du Tour de Rhodes
- 2002
  - 2e du Tour de Drenthe
- 2003
  - Grand Prix Beeckman-De Caluwé
- 2005
  - 2e du Tour de Hollande-Septentrionale
  - 2e du Championnat des Flandres

## Classements mondiaux
| Année           | 2005 |
| --------------- | ---- |
| UCI Europe Tour | 130e |

### Noites
1. ↑  Du 1er janvier 2004 au 18 février 2004
2. ↑  Du 19 février 2004 au 31 décembre 2004